# Villemoutiers
Villemoutiers ist eine französische Gemeinde mit 475 Einwohnern (Stand: 1. Januar 2022) im Département Loiret in der Region Centre-Val de Loire. Sie gehört zum Kanton Lorris im Arrondissement Montargis. Die Einwohner werden Villemonasteriens genannt.

## Geographie
Die Gemeinde Villemoutiers liegt 13 Kilometer westlich von Montargis an der Bezonde. Umgeben wird Villemoutiers von den Nachbargemeinden Ladon im Nordwesten und Norden, Moulon im Nordosten, Saint-Maurice-sur-Fessard im Osten, Chevillon-sur-Huillard im Südosten, Presnoy im Süden sowie Auvilliers-en-Gâtinais im Südwesten und Westen.

## Bevölkerungsentwicklung
| Jahr                       | 1962 | 1968 | 1975 | 1982 | 1990 | 1999 | 2006 | 2012 | 2022 |
| -------------------------- | ---- | ---- | ---- | ---- | ---- | ---- | ---- | ---- | ---- |
| Einwohner                  | 451  | 420  | 437  | 398  | 543  | 483  | 496  | 483  | 475  |
| Quellen: Cassini und INSEE |      |      |      |      |      |      |      |      |      |

## Sehenswürdigkeiten
- altes Benediktinerkloster bzw. Priorei
- Kirche Saint-Nicolas aus dem 17. Jahrhundert
- Reste des Schlosses Châreau du Prieuré

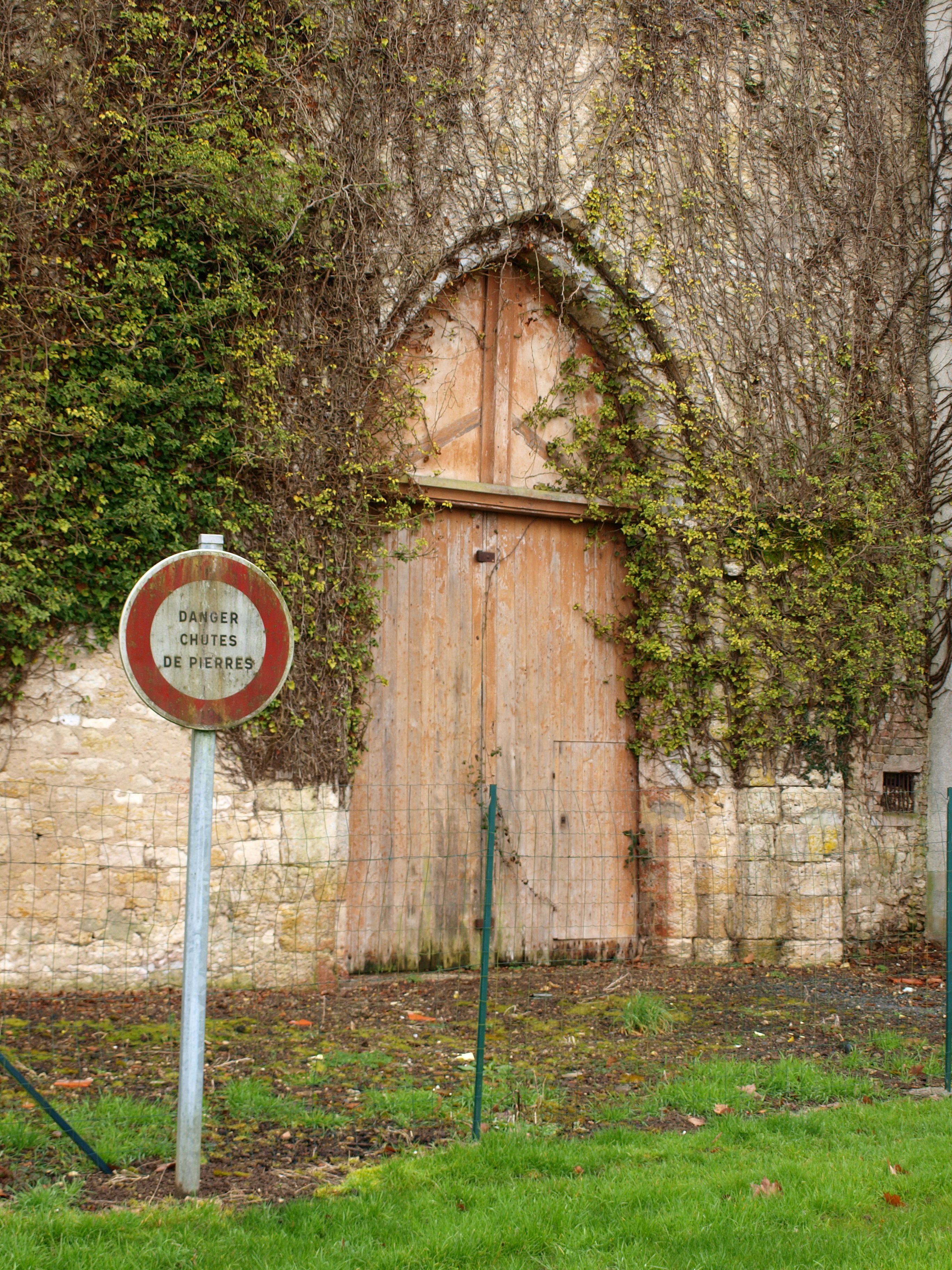
Klosterportal
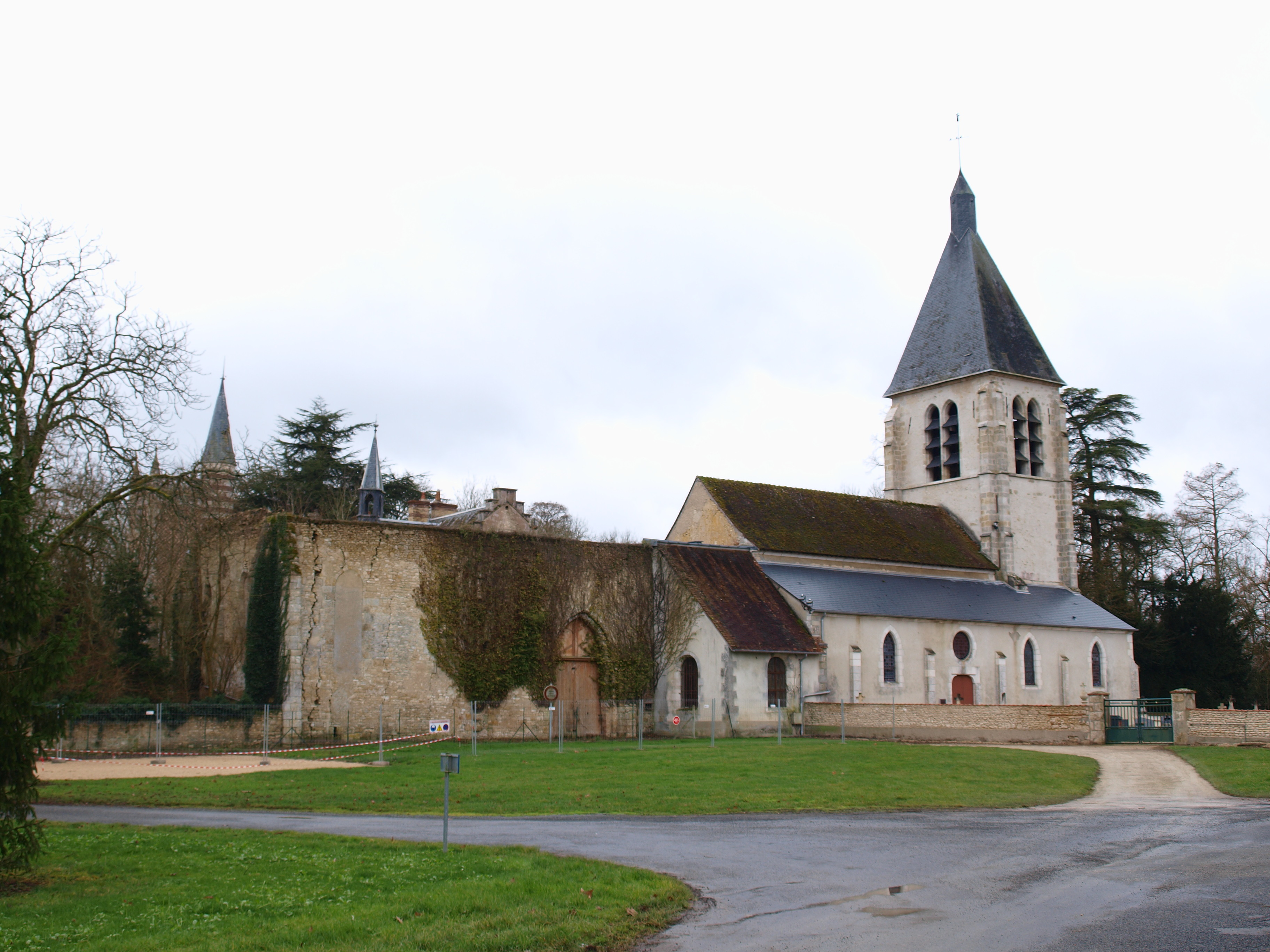
Kirche Saint-Nicolas
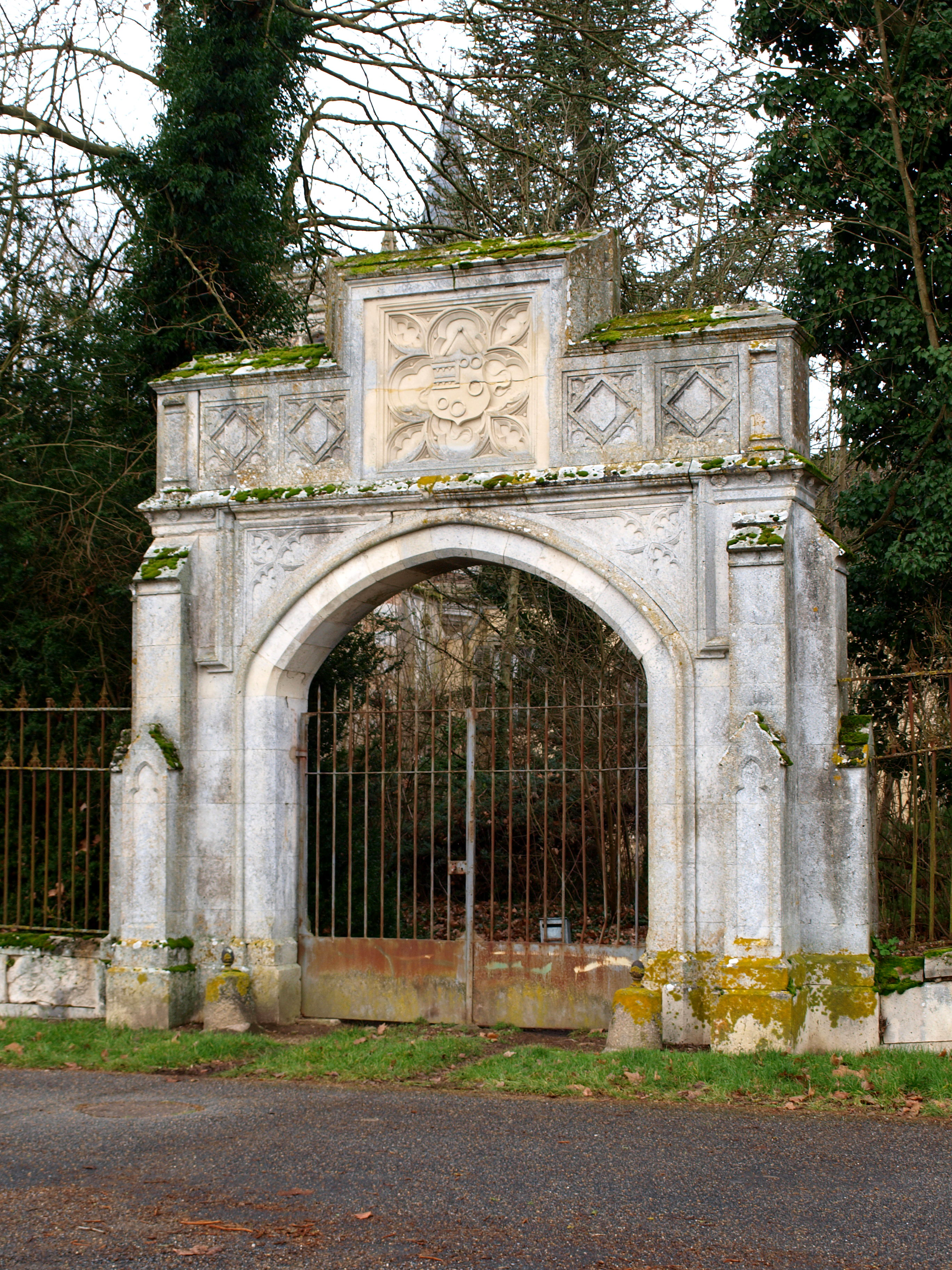
Schlossportal
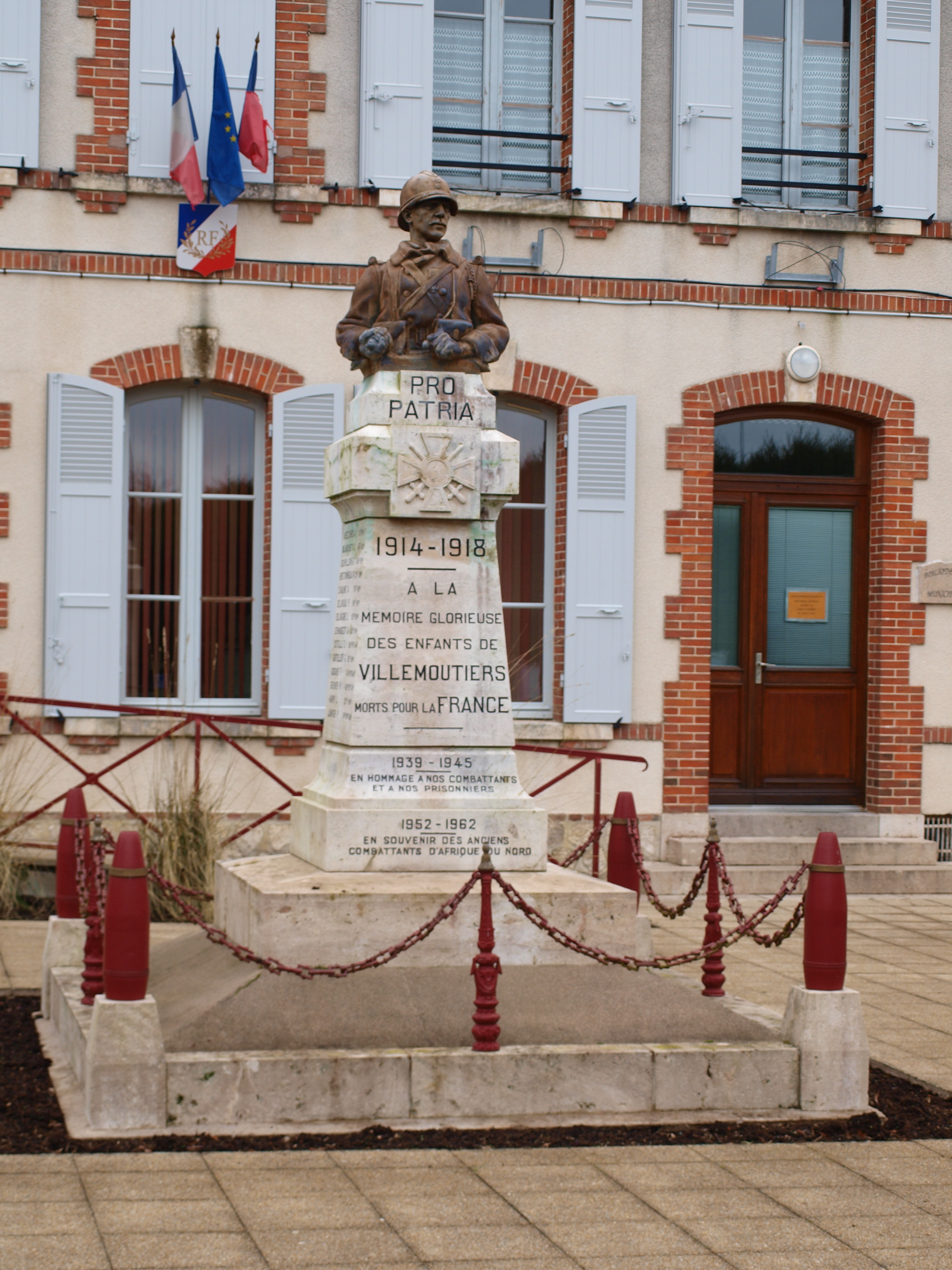
Gefallenendenkmal